# Antonina Lubecka
Antonina Lubecka (ur. 30 stycznia 1910 w Nowym Sączu, zm. 27 czerwca 1987 w Mszanie Dolnej) – polska nauczycielka i polityk, poseł na Sejm PRL IV kadencji.

## Życiorys
Absolwentka seminarium nauczycielskiego w Nowym Sączu, w 1929 pracowała na Kresach wśród ludności ukraińskiej, a następnie w Piekarach Śląskich. W latach 1936–1939 studiowała w Instytucie Pedagogicznym w Katowicach. W trakcie okupacji niemieckiej przebywała w Krakowie, prowadziła tajne nauczanie dla Żydów. Równocześnie od 1941 do 1945 pracowała jako robotnica w fabryce Suchard, a następnie do 1954 nauczała w szkole podstawowej i zasadniczej szkole zawodowej w Siemianowicach Śląskich, po czym przeprowadziła się do Mszany Dolnej. Została nauczycielką w Szkole Podstawowej nr 1, w której wkrótce objęła funkcję dyrektorki, pełniąc ją do 1973. Należała do Związku Nauczycielstwa Polskiego, od 1976 do śmierci pełniła funkcję sekretarza oddziału regionalnego Polskiego Towarzystwa Ludoznawczego w Mszanie Dolnej.
Należała do Polskiej Zjednoczonej Partii Robotniczej, pełniła funkcję sekretarza podstawowej organizacji partyjnej w szkole podstawowej oraz członka komitetu powiatowego w Limanowej (1958–1970). Z ramienia partii pełniła mandat radnej wojewódzkiej rady narodowej w Krakowie (1959–1965) i radnej miasta i gminy Mszana Dolna (1961–1972). W 1965 uzyskała mandat posła na Sejm PRL w okręgu Nowy Sącz, w trakcie kadencji zasiadała w Komisji Oświaty i Nauki.
Pochowana na cmentarzu w Mszanie Dolnej.

## Odznaczenia
- Krzyż Kawalerski Orderu Odrodzenia Polski
- Złoty Krzyż Zasługi
- Medal Komisji Edukacji Narodowej
- Medal 40-lecia Polski Ludowej
- Odznaka tytułu honorowego „Zasłużony Nauczyciel Polskiej Rzeczypospolitej Ludowej”
- Odznaka 1000-lecia Państwa Polskiego (1966)[1]
- Odznaka za Zasługi dla Ziemi Krakowskiej
- Złota Odznaka za Zasługi dla Ziemi Nowosądeckiej